# フランス極東学院

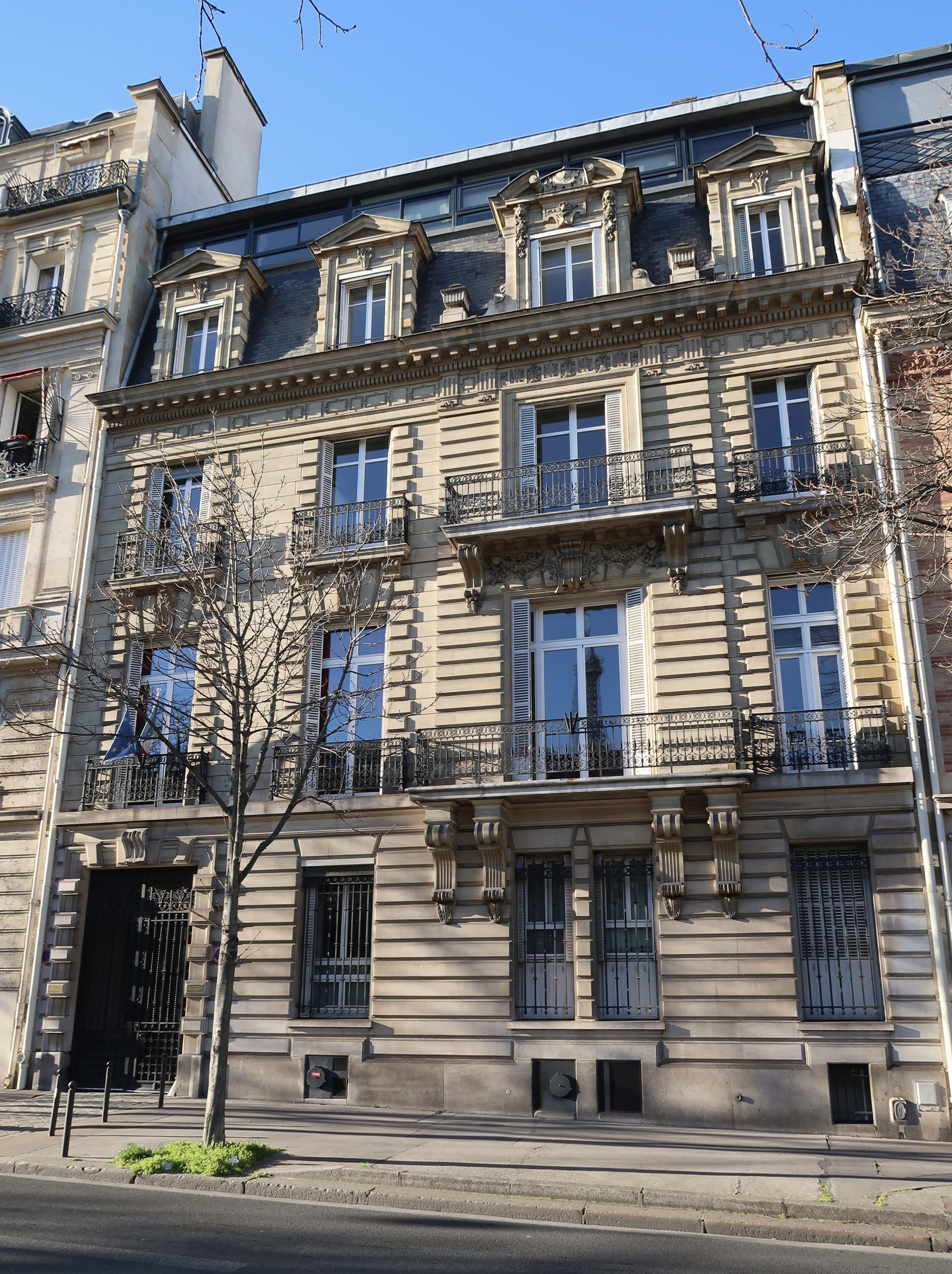

フランス国立極東学院（フランス語：École française d'Extrême-Orient、ベトナム語：Viện Viễn Đông Bác cổ / 院遠東博古?）は、フランス高等教育研究省の管轄下にある科学的、文化的、専門的な公共研究機関である。東南アジア、東アジア、南アジア、つまり極東からインドにかけた諸文明研究を使命とする。当初インドシナに設立され、フランス東洋学の伝統を継承する組織である。EFEOと略称する。パリに所在するPSL研究大学の機関である。
1968年以来、パリ16区シャイヨ宮傍らのウィルソン大統領大通り (fr) 22番地の「アジア館（フランス語：Maison de l'Asie)」に本部を置き、京都はじめポンディシェリなどアジア各地に研究センターや支所を配置。人類学・考古学・建築学・歴史学・美術史・言語学・哲学・碑文研究など東洋学専門家約40名が所属する。

## 歴史
1898年仏領インドシナ総督ポール・ドゥメールの提唱に拠ってサイゴンに設立されたインドシナ考古調査団を前身とし、1900年フランス極東学院と改称、1901年ハノイに移転した。インドシナ総督府の直属機関として大きな権限をもった。当初は図書館及び博物館として機能したが、1907年以降カンボジアのアンコール・ワット修復保全の公共事業も担当した。日本軍の仏印進駐期間も存続していたが、1957年フランスがインドシナから撤退したためハノイを離れ、1972年にはカンボジア情勢の混乱によってアンコールワットからも離れた。
学院本部は1968年以来パリに所在しており、1955年以降インドのポンディシェリに永続的なセンターを設置して、アリカメドゥ遺跡調査などインド学研究の任務を担っている。インドネシアの首都ジャカルタには1950年以来永続的なセンターが機能しており、考古学や宗教碑文研究者が配置されている。1975年にはタイ王国北部のチェンマイにも仏教経典研究センターが開かれた。
近年では1987年クアラルンプール、1989年香港、1990年プノンペン、1992年台北、1993年ヴィエンチャン及びハノイ、1994年東京及びソウル、1997年北京にもセンターや支所が設置された。
日本においては、京都・相国寺の塔頭である林光院に、1968年、日本で最初の支部「法宝義林研究所」が開設され、フランス語による仏教百科辞典『法宝義林』の編纂プロジェクトなどが進められた。その後、イタリア文化会館内に移転し、「フランス国立極東学院 京都支部」と改称。2014年、京都市左京区北白川29番地にセンターを建設し、移転。2018年にはイタリア東方学研究所が同センター内に移転した。京都支部のセンターには、イタリア東方学研究所と共同の図書室を備えている。東京においては、提携関係のある東洋文庫内に、1994年より東京支部を置いている。

## 歴代院長
1. ルイ・フィノー (Louis Finot)：1898/12/30-1904/12/31
2. アルフレッド・フーシェ (Alfred Foucher)：1905/1/1-1907/10/31
3. クロード＝ウジェーヌ・メートル (Claude-Eugène Maitre)：1908/11/1-1920/1/10
4. ルイ・フィノー：1920/12/2-1926/11/11
5. レオナール・オールソー (Léonard Aurousseau)：1926/11/12-1929/1/24
6. ジョルジュ・セデス (George Cœdès)：1929/9/2-1947/3/18
7. ポール・レヴィ (Paul Lévy)：1947/3/19-1949/6/18
8. ルイ・マルレ (Louis Malleret)：1950/7/28-1956/7/29
9. ジャン・フィリオザ (Jean Filliozat)：1956/7/30-1977/6/30
10. フランソワ・グロ (François Gros)：1977/7/1-1989/11/20
11. レオン・ヴァンデルメルス (Léon Vandermeersch)：1989/11/21-1993/1/27
12. ドゥニ・ロンバール (Denys Lombard)：1993/1/28-1998/1/8
13. ジャン＝ピエール・ドレージュ (Jean-Pierre Drège)：1998/12/23-2003/12/21（1998/2/28-12/22：臨時管理者）
14. フランシスクス・ヴェレレン (Franciscus Verellen)：2004/2/29-
15. イヴ・グィノー（Yves Goudineau):2014/2/26-
16. クリストフ・マルケ（Christophe Marquet)：2018/4/6-
17. ニコラ・フィエヴェ（Nicolas Fiévé): 2022/04/06-

## 著名な研究者
学院初期の研究者で、中央アジア探検によって敦煌文献を紹介し名声を得たポール・ペリオやチャンパ王国の解明に取り組んだGeorges Maspero、碑文専門家で『インドシナ文明史』などを著し、東南アジア史研究に大きな影響を与えたジョルジュ・セデスらがいる。なお、現在、日本には、京都支部長として、クリストフ・マルケが駐在している。

## 外部サイト
- フランス国立極東学院公式サイト（フランス語及び英語）
- Chercheurs d'Asie（歴代所属所員紹介）
- フランス国立極東学院公式サイト・京都支部（フランス語及び英語）